# Anne Roussel
Anne Roussel (Albi, 6 agosto 1960) è un'attrice francese, attiva in cinema e televisione.

## Biografia
Nel 1991 è stata fra gli interpreti del film di Daniele Luchetti Il portaborse, girato accanto a Nanni Moretti e Silvio Orlando, in cui interpretava il ruolo della traduttrice Juliette. L'anno precedente aveva firmato un film come regista e sceneggiatrice, Lily veut qu'on l'aime.

## Filmografia parziale

### Cinema
- L'assassino che passa (Un assassin qui passe), regia di Michel Vianey (1981)
- Ventiduesima vittima... nessun testimone (Parole de flic), regia di José Pinheiro (1985)
- Flagrant désir, regia di Claude Faraldo (1986)
- Les Mendiants, regia di Benoît Jacquot (1987)
- L'estate impura (Noyade interdite), regia di Pierre Granier-Deferre (1987)
- Il maestro di musica (Le maître de musique), regia di Gérard Corbiau (1988)
- Voglio tornare a casa! (I Want to Go Home), regia di Alain Resnais (1989)
- Il portaborse, regia di Daniele Luchetti (1991)
- Il re stupito (El rey pasmado), regia di Imanol Uribe (1991)
- Les Marmottes, regia di Élie Chouraqui (1993)
- Les Truffes, regia di Bernard Nauer (1995)

### Televisione
- La vie de Berlioz - miniserie TV (1983)
- Alexandra - miniserie TV (1993)

## Doppiatrici italiane
- Laura Boccanera in Alexandra